# Ludovic-Rodo Pissarro
Ludovic-Rodolphe Pissarro dit  Ludovic Rodo (1878-1952),  est un artiste peintre et graveur français.
Il signe ses œuvres « Ludovic-Rodo », ou du monogramme « LR ».

## Biographie
Ludovic-Rodo Pissarro est le cinquième des sept enfants de Camille Pissarro (1830-1903) et de son épouse, née Julie Vellay (1839-1926). 
Ses aînés sont Lucien (1863-1944), Jeanne, dite « Minette » (1865-1874), Georges (1871-1961) et Félix (1874-1897). Ses cadets sont Jeanne II, dite « Cocotte » (1881-1948) et Paul-Émile (1884-1972). 

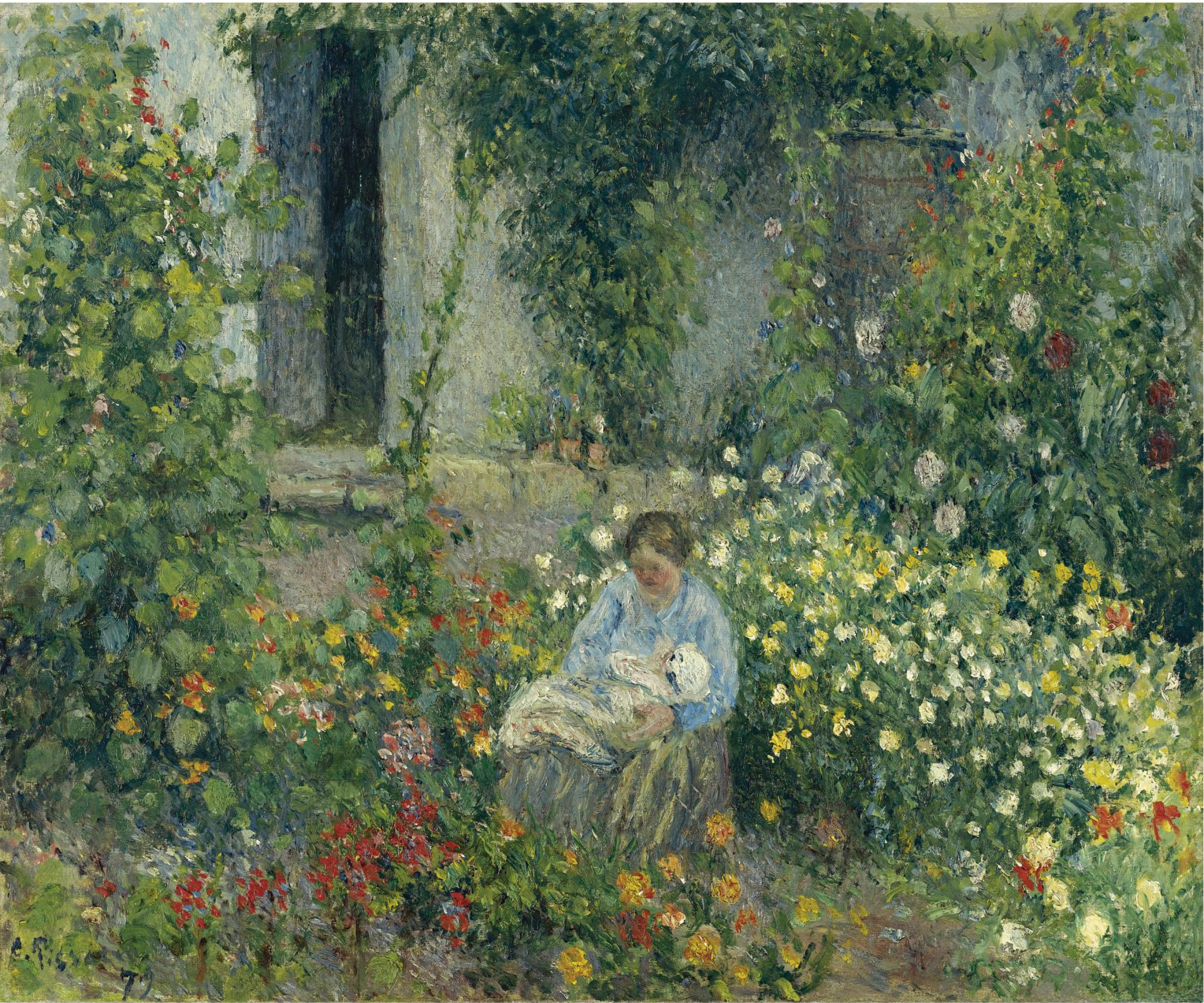
Camille Pissarro : Julie allaitant Ludovic-Rodolphe Pissarro, dans les fleurs (1878).

Lucien, Georges (sous la signature de Manzana-Pissarro), Félix et Paul-Émile demeurent également connus comme artistes peintres. 
Son prénom est un hommage à un grand ami de Camille, le peintre Ludovic Piette (1828-1878), décédé au mois d'avril précédant sa naissance. 
Ludovic-Rodolphe est présent dès ses premiers jours dans l'œuvre de Camille Pissarro, par des portraits ou des scènes intimistes : Julie allaitant Ludovic-Rodolphe, toile de 1878 ; Portraits de Ludovic-Rodo, dessins de 1884 à 1892.

### Le jeune anarchiste

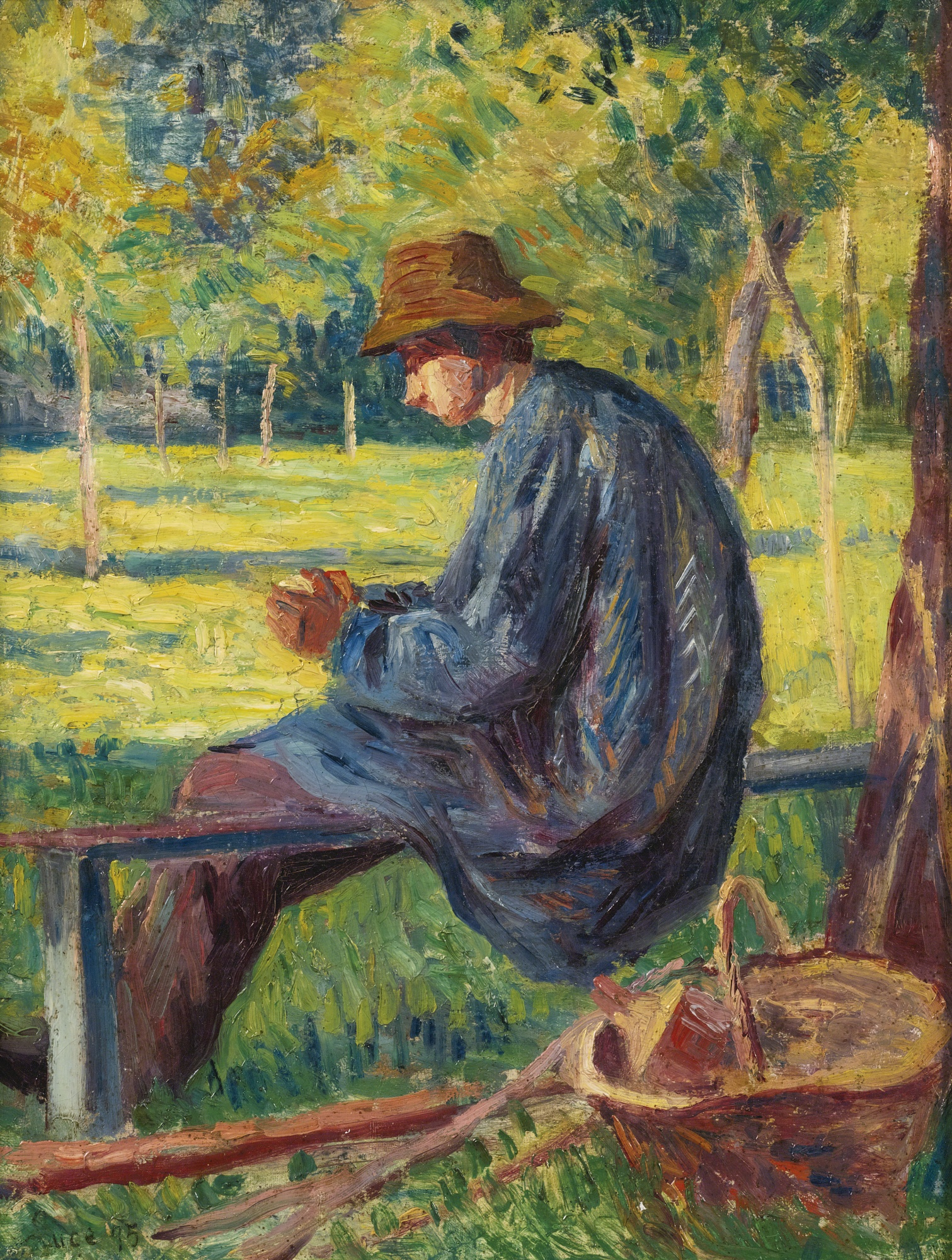
Maximilien Luce, Ludovic-Rodo Pissarro dans le jardin de son père à Éragny-sur-Epte, huile sur toile 35x27cm, 1895

Sa vocation d'artiste naît des encouragements de son père ainsi que d'artistes que ce dernier va visiter, tels Théo van Rysselberghe chez qui Ludovic-Rodo accompagne Camille en Belgique en 1890, ou qu'il reçoit à Éragny-sur-Epte, tels Maximilien Luce. En 1894, Ludovic-Rodo publie ses premières gravures sur bois dans le journal anarchiste d'Émile Pouget, Le Père peinard, en même temps qu'il assure l'entière réalisation d'un livre d'artiste dont un unique exemplaire est identifié aujourd'hui, La Mort du chien, qui reprend la nouvelle éponyme d'Octave Mirbeau, alors proche ami de la famille Pissarro par les convictions anarchistes partagées. S'il est connu que Camille Pissarro et Octave Mirbeau passent une partie de l'année 1894 en Belgique, du fait de la répression des idées anarchistes engendrée par les « lois scélérates » de 1893-1894 et l'assassinat de Sadi Carnot, des dessins de Ludovic-Rodo situés à Knokke-le-Zoute et datés de 1894 (Knokke, les arbres roses, Knokke, le village et son église, Knokke, les chevaux dans la prairie) insinuent que le jeune illustrateur du Père peinard, dont la publication est frappée d'interdiction, fait alors de même.

### Le Montmartrois
Ludovic-Rodo s'installe en 1898 avec son frère Georges (« Manzana ») rue Girardon, à Montmartre, où la correspondance qu'il adresse à Camille, sollicitant des soutiens matériels de première nécessité (envoi de journaux et de victuailles), énonce de modestes conditions de vie. Il effectue plusieurs séjours à Londres, le premier pour des vacances avec sa mère Julie, datant de 1896, les suivants, où il peint et vend ses toiles, en 1906, 1910 et 1911. On lui connaît également un séjour aux Pays-Bas en 1907 en compagnie de Kees van Dongen et Maximilien Luce.

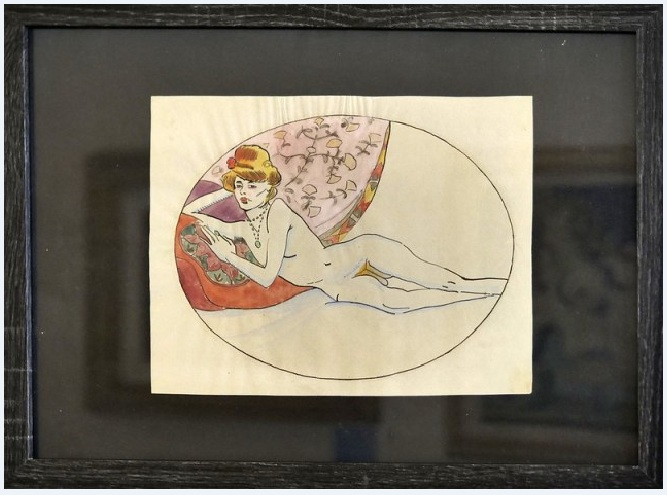
Ludovic-Rodo : Petit Nu, vers 1910, Brindisi, Collezione di Francesco Rositani e Cristina Grande.

C'est autour de 1908, estime Gérald Schurr — mais des toiles datées énoncent que c'est plutôt avant 1906 — « qu'il découvre le monde du Paris nocturne, des lumières du music-hall et du cabaret : un “créneau” qu'il va être le seul de la famille à explorer », dans une palette que les rencontres de Kees van Dongen, Maurice de Vlaminck et Raoul Dufy orientent vers un fauvisme dont cependant « il tempère la virulence et l'élan par un indubitable atavisme impressionniste ».

### Le Londonien
Ludovic-Rodo passe toute la période de la Première Guerre mondiale à Londres où il retrouve son frère Lucien et poursuit son travail de peintre (toiles et aquarelles réalisées à proximité de sa résidence : Chiswick Mail, Bedford Park Avenue…) et de graveur, ses gravures d'alors (Munitionnette, 1918), proposant une vision satirique de la guerre. Les notices biographiques divergent sur la durée de sa période londonienne, certaines indiquant un retour en France en 1919, d'autres en 1924. Il fonde ainsi en 1919 avec Lucien et Manzana, mais aussi avec Théo van Rysselberghe, le groupe Monarro (contraction des patronymes « Monet » et « Pissarro ») dont Claude Monet est le président d'honneur: la date de 1919 en étant consensuellement admise, les notices sont de même partagées sur la naissance de Monarro en Angleterre ou en France. Nicolas Reed segmente pourtant le séjour de Ludovic-Rodo à Londres avec une précision qui incite à le penser bien sourcé : selon lui, notre artiste s'installe en 1914 à Ashford (il y reçoit son ami Maurice Asselin en 1915) avant d'emménager au 21, Peldon Avenue (Richmond) en 1919 et au 3, Blenheim Road (Bedford Park), de 1921 à août 1922, où il situe son retour en France.

### L'archiviste
En même temps que de peindre (des nus, des paysages, des scènes d'intérieur et des natures mortes), notre artiste, partageant son temps entre Montmartre, sa propriété des Andelys et quelques villégiatures autour de Paris (énoncées par des toiles telles que Sully-sur-Loire, 1927 ou Moret, le canal du Loing, hiver 1932) ou en Bretagne (Le Port de Concarneau, 1928, huile sur toile), consacre alors vingt années de sa vie à classer et conserver les archives paternelles (comme la correspondance échangée par Camille Pissarro et Théo van Gogh, propriété de Ludovic-Rodo avant son transfert au musée Van Gogh d'Amsterdam), constituant simultanément le catalogue raisonné de l'œuvre de son père dont la première publication se fait en 1939.

### L'espérantiste
Ludovic-Rodo est espérantiste et le manifeste dès 1914 : si le Congrès mondial d'espéranto de Paris, annoncé en août 1914, est annulé du fait de l'entrée en guerre, on retrouve, parmi les documents l'illustrant, son dessin allégorique où il situe son soutien à la langue universelle dans la perspective d'un idéal internationaliste. Au Salon des indépendants de 1935, il expose un buste du Docteur Espéranto Ludwik Lejzer Zamenhof et, toujours au crédit de cet engagement, on cite son portrait d'Albert Einstein, sympathisant de la cause espérantiste, ainsi qu'un livret biographique sur Camille Pissarro qu'il publie en 1949 en espéranto.
Décédé en 1952, Ludovic-Rodo repose au cimetière Saint-Vincent de Montmartre (12e division). Les 9 juin et 4 octobre 1976, Guy Loudmer et Hervé Poulain, commissaires-priseurs à Paris, dispersent son atelier à l'Hôtel Drouot-Rive gauche (gare d'Orsay).
Il avait épousé Fernande Perrinet. Aucun enfant connu.

## Publications illustrées
- André Girard et Marc Pierrot, Le Parlementarisme contre l'action ouvrière, couverture illustrée par Ludovic-Rodo Pissarro, Revue Les Temps nouveaux, Paris, 1912.
- André Spire, Renée Dunan, Han Ryner, Fernand Leprette, Marcel Loumaye, La Vie nouvelle, revue mensuelle de littérature et d'art, couverture enrichie d'une gravure sur bois originale de Ludovic-Rodo Pissarro, Stavrinos, libraires éditeurs, Le Caire, no 1, décembre 1920[25].

## Expositions personnelles
- « Ludovic-Rodo Pissarro », musée Pissarro, Pontoise, mars-avril 1984.

## Expositions collectives
- Salon des Indépendants, Paris, participation durable à partir de 1905 (dit cette année-là salon des Fauves[26]).
- « Le Groupe Monarro », galerie Goupil, Paris, vers 1922.
- « Trente ans d'art indépendant, 1884-1914 », Grand Palais (Paris), février-mars 1926[13].
- « Exhibition of the Society of Japanese Etchers », Tokyo, 1937.
- « Landschaft im Licht - Die Künstler von Barbizon auf dem Weg zum Impressionnismus », Städtlische Galerie, Delmenhorst, 1997.
- « Camille Pissarro and his Descendants », Museum of Art, Fort Lauderdale (Floride), janvier-avril 2000[27].
- « Camille Pissarro, Family and Friends: Masterworks from the Ashmoleum Museum », Oxford, mai-août 2000[28].
- « La Gravure sur bois aux XIXe et XXe siècles », musée des beaux-arts de Pont-Aven, 2005.
- « L'Estampe en Bretagne de 1880 à 1960 », musée des beaux-arts de Pont-Aven, 2006.
- « Lasting impressions: the Pissarro Family Legacy », Contessa Gallery, Cleveland (Ohio), 2007.
- « Quatre générations de Pissarro », galerie d'art de Naples (Floride), novembre-décembre 2009[29].
- « L'Arbre dans la peinture de paysage de Corot à Matisse », musée Tavet-Delacour, Pontoise, avril-juillet 2012[30].
- « Il était une fois l'impressionnisme », musée des beaux-arts de Montréal, 2012.
- « Pissarro Family Exhibition », Russell Collection Fine Art Gallery, Austin (Texas), juin 2014.
- « The Great War as Recorded Through the Fine and Popular Arts », Collège Morley (en), Londres, août 2014[31].
- « Les Pissarro, une famille d'artistes au tournant des XIXe et XXe siècles », musée Tavet-Delacour, Pontoise, novembre 2015-février 2016[19].

## Réception critique
- « Frère de Manzana, de Lucien et de Paul-Émile, il laisse des toiles et surtout un très grand nombre d'aquarelles, d'abord imprégnées de la manière impressionniste paternelle, puis trouvant peu à peu leur accent plus personnel. » (Gérald Schurr[12])
- « On retrouve dans ses œuvres un reflet de la sensibilité paternelle, qui, chez Ludovic-Rodo, s'est particulièrement accommodée des techniques de l'aquarelle, apte à saisir l'impalpable de l'atmosphère et la fluidité des reflets sur l'eau. » (Jacques Busse[10])

## Musées et collections publiques
- Centre national des arts plastiques, dont Dépôt Assemblée nationale, Paris.
- Musée Camille-Pissarro, Pontoise[32].
- Musée Alfred-Danicourt, Péronne, Bords de Seine, dessin.
- Ashmolean Museum, Oxford[33].
- Fitzwilliam Museum, Université de Cambridge[34].
- National Army Museum, Londres (Chelsea).
- Spencer Museum of Art, Université du Kansas, Lawrence (Kansas).
- Portland Art Museum, Portland (Oregon)[35].
- Musée des beaux-arts de Boston (Massachusetts])[36].
- Musée des beaux-arts du Canada, Ottawa.

## Collections privées
- Mary Evans Picture Library, Londres[37].